# Hippodrome Robert-Auvray
Pour les articles homonymes, voir Auvray.

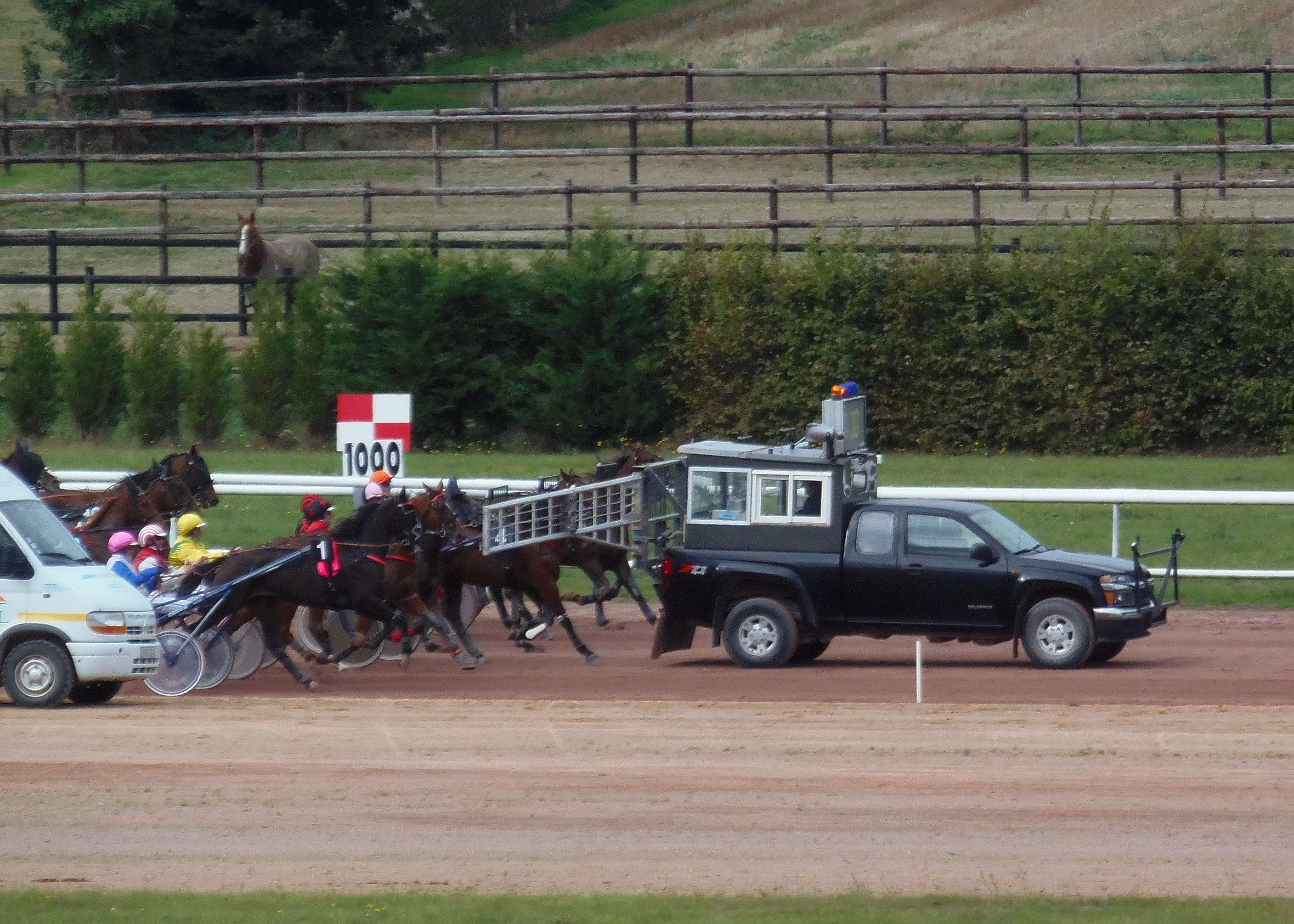
L'autostart de l'hippodrome Robert-Auvray.

L’hippodrome Robert-Auvray est un hippodrome ouvert au trot avec une piste de 1 275 m en sable avec corde à droite. Jusqu'en 2016, il disposait d'une piste de 1 425 m en herbe avec corde à droite pour les courses de galop.
Il se situe au lieu-dit Martilly, sur le territoire de l'ancienne commune de Saint-Martin-de-Tallevende aujourd'hui intégrée à Vire Normandie, dans le Calvados.

## Historique
Constituée le 27 août 1874, c'est officiellement le 4 mars 1875, sous la présidence de M. Beaudoin, que fut créée la Société de courses de Vire qui organisa sa première réunion le 12 septembre de cette même année sur l'hippodrome de Neuville. Créé en 1878, le Prix du Premier Pas, qui deviendra plus tard le Grand Prix de Vire, fut une course de trot monté importante de la fin du XIXe siècle avant que les épreuves parisiennes ne se développent.
L'hippodrome de Martilly est inauguré le 23 juin 1974 en présence d'Olivier Stirn, maire de Vire et secrétaire d'État, et de Robert Auvray, président de la Société des courses. Il remplace l'hippodrome de Neuville qui avait fait l'objet d'une expropriation en 1970. 
Il est rebaptisé en l'honneur de Robert Auvray à la suite de la mort de ce dernier survenue en septembre 1979,.
L'hippodrome accueillait avant 2017 des courses de galop.
En 2023, l'hippodrome accueille la première pépinière d'entraineurs de trot, proposant trois écuries de quatorze box chacune.